# Râul Hobana
Râul Hobana este un curs de apă, afluent al râului Bârlad. 